# Élections législatives de 1881 dans la Mayenne
Les élections législatives françaises de 1881 se déroulent les 21 août et 4 septembre 1881. Dans le département de la Mayenne, cinq députés sont à élire dans le cadre de cinq circonscriptions.

## Élus
| Identité                    | Parti | Parti                |
| --------------------------- | ----- | -------------------- |
| Charles Lecomte             |       | Républicains modérés |
| Albert Ancel                |       | Légitimiste          |
| Vital Bruneau               |       | Gauche républicaine  |
| Amédée Renault-Morlière     |       | Gauche républicaine  |
| Théophile Souchu-Servinière |       | Républicains modérés |

## Résultats par arrondissement

### Arrondissement de Château-Gontier
| Candidats      | Candidats               | Étiquette            | Premier tour | Premier tour | Deuxième tour | Deuxième tour |
| Candidats      | Candidats               | Étiquette            | Voix         | %            | Voix          | %             |
| -------------- | ----------------------- | -------------------- | ------------ | ------------ | ------------- | ------------- |
|                | Albert Ancel *          | Légitimiste          | 8 376        |              |               |               |
|                | Alexandre-Jean Fournier | Républicains modérés | 7 540        |              |               |               |
|                |                         |                      |              |              |               |               |
| Inscrits       |                         |                      |              |              |               |               |
| Votants        |                         |                      |              |              |               |               |
| Abstention     |                         |                      |              |              |               |               |
| Blancs et nuls |                         |                      |              |              |               |               |
| Exprimés       |                         |                      |              |              |               |               |

*sortant

### Arrondissement de Laval

#### 1recirconscription
| Candidats      | Candidats                   | Étiquette            | Premier tour | Premier tour | Deuxième tour | Deuxième tour |
| Candidats      | Candidats                   | Étiquette            | Voix         | %            | Voix          | %             |
| -------------- | --------------------------- | -------------------- | ------------ | ------------ | ------------- | ------------- |
|                | Théophile Souchu-Servinière | Républicains modérés | 7 736        |              |               |               |
|                | Adrien Maggiolo             | Monarchiste          | 5 615        |              |               |               |
|                |                             |                      |              |              |               |               |
| Inscrits       |                             |                      |              |              |               |               |
| Votants        |                             |                      |              |              |               |               |
| Abstention     |                             |                      |              |              |               |               |
| Blancs et nuls |                             |                      |              |              |               |               |
| Exprimés       |                             |                      |              |              |               |               |

*sortant

#### 2ecirconscription
| Candidats      | Candidats                     | Étiquette            | Premier tour | Premier tour | Deuxième tour | Deuxième tour |
| Candidats      | Candidats                     | Étiquette            | Voix         | %            | Voix          | %             |
| -------------- | ----------------------------- | -------------------- | ------------ | ------------ | ------------- | ------------- |
|                | Charles Lecomte               | Républicains modérés | 5 498        |              |               |               |
|                | Charles Théophile de Plazanet | Conservateur         | 3 161        |              |               |               |
|                | Eugène Bernard-Dutreil        | Conservateur         | 1 688        |              |               |               |
|                |                               |                      |              |              |               |               |
| Inscrits       |                               |                      |              |              |               |               |
| Votants        |                               |                      |              |              |               |               |
| Abstention     |                               |                      |              |              |               |               |
| Blancs et nuls |                               |                      |              |              |               |               |
| Exprimés       |                               |                      |              |              |               |               |

*sortant

### Arrondissement de Mayenne

#### 1recirconscription
| Candidats      | Candidats                 | Étiquette            | Premier tour | Premier tour | Deuxième tour | Deuxième tour |
| Candidats      | Candidats                 | Étiquette            | Voix         | %            | Voix          | %             |
| -------------- | ------------------------- | -------------------- | ------------ | ------------ | ------------- | ------------- |
|                | Amédée Renault-Morlière * | Gauche républicaine  | 5 939        |              |               |               |
|                | Henri Gandais             | Républicains modérés | 5 289        |              |               |               |
|                |                           |                      |              |              |               |               |
| Inscrits       |                           |                      |              |              |               |               |
| Votants        |                           |                      |              |              |               |               |
| Abstention     |                           |                      |              |              |               |               |
| Blancs et nuls |                           |                      |              |              |               |               |
| Exprimés       |                           |                      |              |              |               |               |

*sortant

#### 2ecirconscription
| Candidats      | Candidats       | Étiquette           | Premier tour | Premier tour | Deuxième tour | Deuxième tour |
| Candidats      | Candidats       | Étiquette           | Voix         | %            | Voix          | %             |
| -------------- | --------------- | ------------------- | ------------ | ------------ | ------------- | ------------- |
|                | Vital Bruneau * | Gauche républicaine | 9 494        |              |               |               |
|                |                 |                     |              |              |               |               |
| Inscrits       |                 |                     |              |              |               |               |
| Votants        |                 |                     |              |              |               |               |
| Abstention     |                 |                     |              |              |               |               |
| Blancs et nuls |                 |                     |              |              |               |               |
| Exprimés       |                 |                     |              |              |               |               |

*sortant